# Episodi di The Expanse (prima stagione)
La prima stagione della serie televisiva The Expanse, composta da 10 episodi, è stata trasmessa in prima visione sul canale statunitense Syfy dal 14 dicembre 2015 al 2 febbraio 2016.
In Italia, la stagione è stata interamente pubblicata sulla piattaforma di streaming on demand Netflix il 3 novembre 2016. In virtù dell'acquisizione della serie da parte di Amazon, la stagione è stata ritirata dal catalogo Netflix il 30 settembre 2018 ed è stata pubblicata su Prime Video l'8 febbraio 2019.
Durante questa stagione esce dal cast principale Paulo Costanzo.
| n° | Titolo originale    | Titolo italiano            | Prima TV USA     | Pubblicazione Italia |
| -- | ------------------- | -------------------------- | ---------------- | -------------------- |
| 1  | Dulcinea            | Dulcinea                   | 14 dicembre 2015 | 3 novembre 2016      |
| 2  | The Big Empty       | Il grande vuoto            | 15 dicembre 2015 | 3 novembre 2016      |
| 3  | Remember the Cant   | Ricordiamo la Cant         | 22 dicembre 2015 | 3 novembre 2016      |
| 4  | CQB                 | CQB                        | 29 dicembre 2015 | 3 novembre 2016      |
| 5  | Back to the Butcher | Alla volta di Tycho        | 5 gennaio 2016   | 3 novembre 2016      |
| 6  | Rock Bottom         | Toccare il fondo           | 12 gennaio 2016  | 3 novembre 2016      |
| 7  | Windmills           | Mulini a vento             | 19 gennaio 2016  | 3 novembre 2016      |
| 8  | Salvage             | Salvataggio                | 26 gennaio 2016  | 3 novembre 2016      |
| 9  | Critical Mass       | Massa critica              | 2 febbraio 2016  | 3 novembre 2016      |
| 10 | Leviathan Wakes     | Il risveglio del Leviatano | 2 febbraio 2016  | 3 novembre 2016      |

## Dulcinea
- Titolo originale: Dulcinea
- Diretto da: Terry McDonough
- Scritto da: Mark Fergus e Hawk Ostby

### Trama
Una ragazza che indossa una tuta spaziale col nome Scopuli si ritrova sola a bordo di una navicella spaziale, sulla quale si intuisce è accaduto qualcosa di spaventoso. Su Cerere, pianeta nano della Fascia di asteroidi, al detective Miller viene affidato il compito di ritrovare Julie Mao, figlia del ricchissimo proprietario della Mao-Kwikowski e recentemente scomparsa, per riconsegnarla ai suoi genitori su Luna. Sulla Terra Chrisjen Avasarala, funzionaria delle Nazioni Unite, interroga un prigioniero cinturiano del APE, l'Alleanza dei Pianeti Esterni (il gruppo clandestino per l'indipendenza della Fascia) relativamente al furto di una nuova tecnologia. Il mercantile Canterbury, una nave che trasporta ghiaccio di ritorno da Saturno e diretta a Ceres, riceve una richiesta d'aiuto dalla nave Scopuli e il vice-comandante James Holden -terrestre- organizza una missione di recupero insieme all'ingegnere Naomi Nagata (cinturiana), al pilota Alex Kamal (marziano), al meccanico Amos Burton (terrestre) e al medico Shed Garvey. Il gruppo trova la Scopuli vuota, accorgendosi che il segnale d'emergenza era attivato da un trasmettitore manomesso. Rendendosi conto della stranezza della situazione, abbandonano immediatamente la nave per tornare alla Canterbury. Sulla strada del ritorno, una nave da guerra dotata di tecnologia mimetica compare nei pressi della Canterbury e la fa esplodere lanciandole contro missili nucleari.
- Durata: 45 minuti
- Guest star: Jay Hernandez (Dimitri Havelock), Lola Glaudini (Capitano Shaddid), Athena Karkanis (Octavia Muss), Brian George (Arjun Avasarala-Rao), Joe Pingue (Capitano McDowell), Kristen Hager (Ade Nygaard), Julian Richings (Vargas) e Jonathan Banks (Primo ufficiale).
- Ascolti USA: telespettatori 1 189 000[5]

## Il grande vuoto
- Titolo originale: The Big Empty
- Diretto da: Terry McDonough
- Scritto da: Mark Fergus e Hawk Ostby

### Trama
Su Cerere, Miller indaga sui recenti furti d'acqua, ora razionata e bene preziosissimo dopo l'abbattimento della Canterbury. Perquisendo l'appartamento di Julie, Miller trova una serie di indizi che fanno pensare si sia imbarcata a bordo di una navetta chiamata Scopuli. Avasarala invia il suo prigioniero su Luna dopo esser stata ripresa dal suo superiore, il sottosegretario Sadavir Errinwright, per le gravi torture a lui inflitte: il prigioniero successivamente si suicida. Nella fascia di asteroidi, la navetta di Holden è rimasta danneggiata dai detriti dell'esplosione. A corto di ossigeno, l'equipaggio costruisce un'antenna di fortuna con la quale trasmettere una richiesta di soccorso: il segnale viene captato dalla nave ammiraglia marziana MCRN Donnager, che si avvicina alla loro navetta. L'ingegnere Nagata, prima di essere approcciati dalla Donnager, riconosce come marziana la tecnologia utilizzata sulla Scopuli per manometterne il trasmettitore: temendo di poter essere a loro volta eliminati come testimoni dell'attacco alla Canterbury, Holden decide di trasmettere un videomessaggio rivolto a tutto il sistema solare, nel quale denuncia i fatti a cui il suo equipaggio ha assistito.
- Durata: 43 minuti
- Guest star: Jay Hernandez (Dimitri Havelock), François Chau (Jules-Pierre Mao), Athena Karkanis (Octavia Muss), Kristen Hager (Ade Nygaard).
- Ascolti USA: telespettatori 854 000[6]

## Ricordiamo la Cant
- Titolo originale: Remember the Cant
- Diretto da: Jeff Woolnough
- Scritto da: Robin Veith

### Trama
Il videomessaggio di Holden fa scoppiare proteste e rivolte in tutta la Fascia, con l'APE che accusa Marte di aver distrutto la Canterbury. Nel corso delle rivolte, il partner di Miller, Havelock, viene ferito gravemente, mentre un membro dell'APE con cui Julie aveva avuto contatti rimane ucciso. Su Terra, Avasarala mette alla prova la teoria riguardo all'assalto marziano alla Canterbury. La donna lascia trapelare informazioni circa il trasferimento di una tecnologia militare segreta da Marte ai pianeti della Fascia: la reazione spaventata dei suoi interlocutori marziani la convince che dietro l'attentato non ci sia il vicino pianeta, ma che qualcun altro abbia voluto creare un pretesto per poter iniziare una guerra interplanetaria. Sulla Donnager, i sopravvissuti della Cant vengono detenuti e interrogati: Naomi in particolare è sospettata di essere un membro dormiente dell'APE. Intanto, una nave non identificata vola in direzione della Donnager, ignorando ogni sua richiesta di identificazione e di cambio rotta.
- Durata: 43 minuti
- Guest star: Kenneth Welsh (Franklin DeGraaf), Jay Hernandez (Dimitri Havelock), Jared Harris (Anderson Dawes), Lola Glaudini (Capitano Shaddid), Athena Karkanis (Octavia Muss), Greg Bryk (Tenente K. Lopez), Brian George (Arjun Avasarala-Rao).
- Ascolti USA: telespettatori 676 000[7]

## CQB
- Titolo originale: CQB
- Diretto da: Jeff Woolnough
- Scritto da: Naren Shankar

### Trama
Il detective Miller identifica l'uomo ucciso negli scontri come Bizi Betiko, un contrabbandiere informatico dotato di un impianto cerebrale per l'immagazzinamento dei dati, salvo poi scoprire che il vero Bizi è in realtà ancora vivo. Al largo della fascia di asteroidi la Donnager si ritrova inseguita da altre 5 nuove navi, tutte dotate della stessa tecnologia mimetica dell'astronave che ha attaccato la Cant. Gli assalitori lanciano missili contro la Donnager, che riporta gravi danni: nello scontro, un frammento vagante all'interno nella nave uccide il medico Shed. Mentre la nave marziana viene abbordata, il capitano conduce il gruppo dei superstiti della Cant a bordo di una corvetta, che riesce ad abbandonare la Donnager poco prima dell'attivazione del meccanismo di autodistruzione. Sulla stazione di Tycho è in corso la costruzione della nave generazionale Nauvoo, che dovrà condurre un gruppo di mormoni nelle profondità più remote dello spazio: il responsabile della stazione e leader dell'APE Fred Johnson viene a conoscenza dell'avvenuta distruzione della Donnager e dell'esistenza di un piccolo gruppo di sopravvissuti.
- Durata: 42 minuti
- Guest star: Chad L. Coleman (Frederick Lucius Johnson), Jay Hernandez (Dimitri Havelock), Lola Glaudini (Capitano Shaddid), Athena Karkanis (Octavia Muss), Brian George (Arjun Avasarala-Rao), Greg Bryk (Tenente K. Lopez) e Jared Harris (Anderson Dawes).
- Ascolti USA: telespettatori 633 000[8]

## Alla volta di Tycho
- Titolo originale: Back to the Butcher
- Diretto da: Rob Lieberman
- Scritto da: Dan Nowak

### Trama
Fred Johnson contatta Holden e il suo equipaggio: in assenza di alternative, il gruppo accetta l'invito del leader dell'APE di raggiungerlo su Tycho, e grazie al suo aiuto modificano il transponder della loro corvetta, ribattezzandola Rocinante così da nasconderne la natura di nave da guerra marziana. Un flashback mostra un fatto avvenuto undici anni prima sulla Stazione Anderson quando Fred Johnson, al tempo colonnello della marina terrestre, guidò un attacco contro i minatori in sciopero uccidendoli tutti, nonostante il loro proposito di arrendersi. Da quell'episodio deriva il soprannome di Johnson, "Il Macellaio della Stazione Anderson". Miller scopre l'esistenza di un legame di Julie sia con l'APE, sia con una misteriosa nave chiamata Anubis, ritenendo che il tutto possa essere in qualche modo ricondotto agli avvenimenti della Canterbury e Donnager. Nella Fascia intanto si moltiplicano i tumulti contro il governo marziano, ritenuto responsabile del disastro della Cant, e durante le rivolte iniziano ad apparire simboli con la faccia di Holden. Miller contatta l'agente dell'APE Anderson Dawes, quindi perquisisce nuovamente l'appartamento della ragazza e trova un microchip contenente file dati: all'uscita, il detective viene sequestrato da gente sconosciuta.
- Durata: 43 minuti
- Guest star: Chad L. Coleman (Frederick Lucius Johnson), Jay Hernandez (Dimitri Havelock), Lola Glaudini (Capitano Shaddid), Rossif Sutherland (Neville Bosch), Athena Karkanis (Octavia Muss), Greg Bryk (Tenente K. Lopez) e Jared Harris (Anderson Dawes).
- Ascolti USA: telespettatori 631 000[9]

## Toccare il fondo
- Titolo originale: Rock Bottom
- Diretto da: Rob Lieberman
- Scritto da: Jason Ning

### Trama
Miller viene interrogato e torturato da Dawes, che vuole sapere quanto il detective abbia scoperto sul conto di Julie, riuscendo poi a fuggire aiutato dalla sua collega Octavia Muss. In seguito, entra in possesso di un hard disk segreto contenente nuove e ancora più importanti informazioni, che collegherebbero la presenza di Julie a Eros. Il detective condivide con la sua superiore l'avanzamento delle indagini: viene però licenziato, e tutte le informazioni di cui era entrato in possesso gli vengono sequestrate. Holden e il suo gruppo arrivano a Tycho, con Fred Johnson che progetta di utilizzarne la testimonianza per legittimare il ruolo dell'APE a livello interplanetario. Holden, per quanto riluttante a stringere un patto con Fred, condivide con lui quanto accaduto alla Canterbury e Donnager. Il leader dell'APE, dopo il resoconto di Holden, sembra però convincersi che né Terra né Marte siano responsabili dei recenti accadimenti. Dopo aver camuffato la Rocinante da nave mercantile, Holden e il suo equipaggio partono per Eros, dove secondo le informazioni di Johnson si troverebbe un sopravvissuto della Scopuli.
- Durata: 43 minuti
- Guest star: Chad L. Coleman (Frederick Lucius Johnson), Lola Glaudini (Capitano Shaddid), Athena Karkanis (Octavia Muss), Greg Bryk (Tenente K. Lopez), Elias Toufexis (Kenzo Gabriel), Daniel Kash (Antony Dresden) e Jared Harris (Anderson Dawes).
- Ascolti USA: telespettatori 713 000[10]

## Mulini a vento
- Titolo originale: Windmills
- Diretto da: Bill Johnson
- Scritto da: Daniel Abraham e Ty Franck

### Trama
Avasarala fa visita al gruppo di genitori di Holden in Montana, venendo così a conoscenza della sua infanzia travagliata e delineandone un profilo psicologico che la aiuta a comprendere meglio la sua iniziativa che avrebbe potuto scatenare una guerra interplanetaria. Dirigendosi verso Eros, il gruppo della Rocinante si accorge della presenza a bordo di Kenzo, una spia terrestre che lavorava su Tycho. Destata l'attenzione di una nave della MCRN marziana, Kenzo aiuta l'equipaggio a recuperare dalla loro corvetta l'originale codice cifrato in uso per la marina militare marziana, grazie al quale la pattuglia viene convinta che la Rocinante sia una nave marziana attualmente in missione segreta. Miller, rimasto ormai senza uno scopo, spende i suoi ultimi soldi per imbarcarsi alla volta di Eros, deciso a risolvere il mistero di Julie Mao.
- Durata: 42 minuti
- Guest star: Frances Fisher (Elise Holden), Chad L. Coleman (Frederick Lucius Johnson),[11] Athena Karkanis (Octavia Muss), Kevin Hanchard (Ispettore Sematimba), Elias Toufexis (Kenzo Gabriel) e Jared Harris (Anderson Dawes).
- Ascolti USA: telespettatori 502 000[12]

## Salvataggio
- Titolo originale: Salvage
- Diretto da: Bill Johnson
- Scritto da: Robin Veith

### Trama
La Rocinante arriva alla sua vera destinazione, un asteroide individuato grazie alle coordinate fornite da Johnson. Ancorata in un crepaccio dell'asteroide viene scoperta la nave Anubis, dotata di tecnologia mimetica e responsabile della distruzione della Canterbury. All'interno la nave è completamente vuota, ad eccezione di una misteriosa sostanza organica blu che ne ricopre il reattore principale. Fiutato il pericolo, il gruppo fugge precipitosamente dalla nave, distruggendola da lontano con un missile, poi si dirige verso Eros per trovare il sopravvissuto della Scopuli conosciuto col nome in codice di Lionel Polanski, che sarebbe fuggito dalla Anubis con una navetta di salvataggio. Miller, arrivato su Eros, è a sua volta sulla tracce di Polanski, ritenuto dal detective lo pseudonimo dietro al quale si cela Julie. Kenzo riporta a Errinwright che Holden si sta dirigendo verso un hotel dove sarebbe nascosto Polanski, e l'equipaggio cade vittima di un'imboscata organizzata dai servizi segreti delle Nazioni Unite. Nel mezzo di una violenta sparatoria, Kenzo fugge e l'arrivo di Miller permette al gruppo di salvarsi. Entrando nella camera di Polanski, Miller e Holden vi trovano il corpo di Julie senza vita, riversa nella doccia del bagno e ricoperta della stessa sostanza organica presente sulla Anubis.
- Durata: 42 minuti
- Guest star: Chad L. Coleman (Frederick Lucius Johnson), Elias Toufexis (Kenzo Gabriel), Kevin Hanchard (Ispettore Sematimba).
- Ascolti USA: telespettatori 721 000[13]

## Massa critica
- Titolo originale: Critical Mass
- Diretto da: Terry McDonough
- Scritto da: Robin Veith, Dan Nowak e Naren Shankar

### Trama
Un flashback mostra gli eventi che hanno portato alla contaminazione di Julie e di tutto l'equipaggio presente sull'Anubis, nonché alla sua cruenta morte nell'hotel di Eros. Fred Johnson trasmette delle prove secondo le quali le navi da guerra mimetiche sarebbero state costruite su Terra. Quando il gruppo abbandona l'hotel, il corpo della ragazza viene trovato da un gruppo di scienziati al servizio di Jules-Pierre Mao - padre di Julie - e guidato da Dresden, che preleva campioni di sangue. Dopo aver inscenato una finta esplosione con conseguente fuga di radiazioni, la polizia di Eros, composta in realtà da un gruppo di mercenari al soldo di Mao, mette in quarantena l'asteroide: tutti gli abitanti vengono condotti in rifugi antiradiazioni, all'interno dei quali sono in realtà esposti alla sostanza che ha ucciso Julie e bombardati da massicce dose di radiazioni. La maggior parte dell'equipaggio di Holden torna alla Rocinante preparandosi a fuggire da Eros, mentre il capitano e Miller continuano ad aggirarsi per l'asteroide per capire cosa stia succedendo: scoperto il processo di infezione globale in atto, i due vengono a loro volta investiti da una dose letale di radiazioni.
- Durata: 40 minuti
- Guest star: Chad L. Coleman (Frederick Lucius Johnson), François Chau (Jules-Pierre Mao), Philip Akin (Craig), Kevin Hanchard (Ispettore Sematimba), Daniel Kash (Antony Dresden).
- Ascolti USA (episodi 9 e 10): telespettatori 555 000[14]

## Il risveglio del Leviatano
- Titolo originale: Leviathan Wakes
- Diretto da: Terry McDonough
- Scritto da: Mark Fergus e Hawk Ostby

### Trama
Miller e Holden, le cui condizioni peggiorano di minuto in minuto, tentano di raggiungere la Rocinante attraversando il caos di Eros, per le cui strade si riversano migliaia di persone contaminate. I due ipotizzano che gli stessi cospiratori che si sono serviti della Anubis stiano ora infettando tutta la popolazione di Eros per far sviluppare la misteriosa protomolecola blu, usando le persone come "cibo". Miller inizia a esser preda di allucinazioni, nelle quali vede Julie Mao. Sulla Rocinante Amos uccide il detective Sematimba, amico di Miller che li aveva aiutati a raggiungere la nave, per aver puntato una pistola contro Naomi quando l'ingegnere si era rifiutata di partire senza attendere l'arrivo di Holden. Miller e Holden riescono finalmente a raggiungere la Rocinante, sulla quale vengono sottoposti a una terapia antiradiazioni mentre la navetta abbandona il planetoide. Su Terra, le indagini di Avasarala vengono bloccate da Errinwright, anche lui parte della cospirazione di Mao, mentre Kenzo, abbandonato su Eros, viene divorato dalla protomolecola che ha ormai infestato l'intera colonia e che sembra essere un organismo senziente.
- Durata: 42 minuti
- Guest star: François Chau (Jules-Pierre Mao), Brian George (Arjun Avasarala-Rao), Kevin Hanchard (Ispettore Sematimba), Daniel Kash (Antony Dresden), Elias Toufexis (Kenzo Gabriel).
- Ascolti USA (episodi 9 e 10): telespettatori 555 000[14]